# Hiram Abif
Hiram Abif (poznat i kao Hiram Abiff ili Udovičin sin) istaknuti je simbolički lik u alegoriji koja se prikazuje svim kandidatima tijekom rituala trećeg stupnja slobodnog zidarstva.
U ovoj alegoriji, Hiram je opisan kao glavni arhitekt Hrama kralja Salomona, koji svojom vještinom i predanošću utjelovljuje ideale obrta. Prema priči, Hiram tragično stradava od ruku trojice razbojnika nakon što odbije otkriti tajne lozinke majstora, čime ostaje vjeran svojim zavjetima i načelima. Alegorija naglašava ključne vrijednosti slobodnog zidarstva, poput odanosti, integriteta i vjernosti zavjetima, te podsjeća na univerzalnu neizbježnost smrti i važnost moralnog života.

## Masonski mit o Hiramu Abifu
Priča o Hiramu Abiffu, središnjem liku alegorije trećeg stupnja slobodnog zidarstva, jedan je od najvažnijih mitova masonske tradicije. Prema masonskoj predaji, Hiram Abif dolazi u Jeruzalem na poziv kralja Salomona, koji ga imenuje glavnim arhitektom i nadglednikom radova na izgradnji Hrama. Ova priča, koja se prenosi unutar masonskih loža, ima simboličko značenje i služi kao lekcija o moralnim vrijednostima i obvezama slobodnih zidara.

### Legenda angloameričkog slobodnog zidarstva
Kako se Hram približava završetku, priča dobiva tragičan obrat. Tri pomoćnika majstora, nezadovoljna što nisu dobili tajne majstora (riječi, znakove i lozinke koje simboliziraju viši stupanj zidarskog znanja i privilegija), odlučuju iznuditi te tajne od Hirama. U zasjedi ga hvataju dok napušta zgradu. Svaki od njih ga redom suočava sa svojim zahtjevima, ali Hiram odbija odati tajne. Kao kaznu, svaki ga napada zidarskim alatom, pri čemu prvi i drugi napad rezultiraju ozljedama, dok ga treći ubija.
Njegovi ubojice skrivaju tijelo pod ruševinama, a kasnije ga, pod okriljem noći, premještaju izvan grada i zakopavaju u plitki grob označen grančicom akacije. Kada Hiramov nestanak postane očit, kralj Salomon organizira potragu. Tijelo biva pronađeno zahvaljujući akaciji, koja simbolizira besmrtnost duše. Hirama potom svečano pokapaju, dok se ubojice privode pravdi.
Prema ovoj verziji, smrt Hirama označava gubitak tajne riječi majstora, koja se zamjenjuje simboličkom riječju. Ova riječ, koja se u masonskim ritualima smatra tajnom, različito se interpretira u raznim "razotkrivenim" verzijama; jedna od njih je "Makbenak", fraza koja simbolizira raspadanje i smrt, oslanjajući se na geste i riječi iz ceremonijalnog rituala.

### Legenda kontinentalnog slobodnog zidarstva
U kontinentalnom slobodnom zidarstvu, legenda ima određene varijacije. U ovoj verziji, na izgradnji Hrama rade mnogi majstori zidari, a trojica napadača također pokušavaju iznuditi tajne i znakove koji bi im omogućili višu plaću. Ishod je sličan – Hirama ubijaju, ali njegovo tijelo pronalaze majstori zidari, a ne potraga koju je organizirao kralj Salomon.
Za razliku od anglo-američke tradicije, u kontinentalnoj verziji tajne nisu izgubljene. Umjesto toga, kralj Salomon naređuje da se tajne pokopaju zajedno s Hiramom, tako što će biti ispisane na njegovu grobu ispod Hrama. Kao znak poštovanja, također se uvodi simbolička zamjena za te tajne, koja se predaje novim majstorima kao dio njihovog rituala. U ovoj tradiciji, Hiram se često pojavljuje pod imenom Adoniram, što može odražavati različite regionalne i povijesne interpretacije.

### Simbolika priče
Priča o Hiramu Abiffu središnja je za slobodnozidarske obrede trećeg stupnja. Alegorija naglašava univerzalne teme poput vjernosti, integriteta i odanosti, dok simbolizira neizbježnost smrti i težnju prema duhovnom usavršavanju. Grančica akacije, čest simbol u priči, predstavlja besmrtnost duše i vjeru u nastavak života nakon smrti, što su temeljne vrijednosti slobodnog zidarstva.
Legenda također odražava slobodnozidarsko učenje o simbolima i moralnim lekcijama, a njezine varijacije kroz različite nadležnosti pružaju uvid u raznolike tradicije unutar slobodnog zidarstva širom svijeta.

## Hirami u Bibliji
U hebrejskoj Bibliji ili Starom zavjetu spominju se tri različita lika po imenu Hiram, svaki povezan s izgradnjom Salomonova hrama. Njihove uloge i identiteti variraju, a povijesna i simbolička važnost tih likova često su predmet masonske tradicije i tumačenja.
- Hiram, kralj drevnog kraljevstva Tira (danas u modernom Libanonu), spominje se u Drugoj knjizi o Samuelu (5,11) i Prvoj knjizi o Kraljevima (5,1–10) kao saveznik kralja Davida i kralja Salomona. On je poslao građevinski materijal, poput cedrovog drva, te vješte obrtnike kako bi pomogao u izgradnji Hrama u Jeruzalemu.[7][8] U masonskoj drami "Hiram, kralj Tira" jasno se razlikuje od "Hirama Abiffa". Dok je prvi povijesni kralj i saveznik, drugi je prikazan kao majstor graditelj, čime se izbjegava miješanje njihovih identiteta. Ipak, u nekim kontekstima može doći do zabune između ovih dvaju likova.
- U Prvoj knjizi o Kraljevima (7,13–14) Hiram je opisan kao sin udovice iz plemena Naftali i tirskog ljevača bronce. Salomon ga poziva da izradi brončane elemente, ukrase i namještaj za Hram. Prema ovom izvješću, Hiram je brončane radove izveo u glinovitoj ravnici Jordana, između Sukota i Zaretana.[9] Ovaj Hiram često se u slobodnom zidarstvu naziva "Udovičin sin", što odražava njegov biblijski opis. Slobodni zidari povezuju ga s Hirama Abiffom, simboličkim likom iz masonske tradicije, koji se smatra majstorom graditeljem Hrama. Njegova uloga naglašava majstorstvo i predanost obrtu.
- U Drugoj knjizi Ljetopisa (2,12–14) opisuje se korespondencija između kralja Salomona i kralja Hirama I. od Tira, koji Salomonu šalje radnike i materijale za izgradnju Hrama. Posebno ističe vještog obrtnika po imenu Huram Abija (ili Hiram Abija), sina žene iz Danovog plemena i tirskog majstora. Huram Abija je opisan kao majstor vješt u obradi raznih materijala, uključujući zlato, srebro, broncu, drvo i tkanine. On se pridružuje Salomonovim umjetnicima kako bi radio na ukrašavanju Hrama.[10] Izraz "Huram moj majstor" u nekim se prijevodima interpretira kao "Huram Abif", dok ga stariji prijevodi često nazivaju "otac Huram".[11][12] Prema Jamesu Andersonu u njegovim Konstitucijama iz 1723. godine, problematični dijelovi teksta riješeni su čitanjem imena "'abi" kao dijela vlastitog imena, što je dodatno populariziralo ime "Hiram Abif" u masonskoj tradiciji.[13]

Ova tri lika imaju važnu ulogu u tumačenju izgradnje Salomonova hrama, povijesno i simbolički. Kralj Hiram predstavlja savez i resurse, dok Hiram, sin udovice, utjelovljuje majstorstvo zanata. Huram Abija, prema Drugoj knjizi Ljetopisa, sintetizira ove uloge kao simbol mudrosti, vještine i suradnje.

## Ostali navodi o biblijskom Hiramu
Hiram, ključna figura u biblijskoj i kasnijoj literaturi, pojavljuje se u raznim izvorima, od povijesnih spisa do literarnih i glazbenih djela, često s nadogradnjama koje reflektiraju kulturne i simboličke interese određenog razdoblja.
Josip Flavije u djelu Židovske starine (8,76) opisuje Hirama kao vještog majstora i obrtnika kojeg je kralj Salomon pozvao iz Tira kako bi sudjelovao u izgradnji Hrama. Flavije navodi da je Hiram bio rođen u plemenu Naftalijevu s majčine strane, dok mu je otac, imenovan kao Ur, bio iz Izraela. Ova povijesna referenca podržava biblijski prikaz Hirama kao ključnog majstora u radovima za Hram.
U Targumu Sheni, aramejskom komentaru na Knjigu o Esteri (napisanom između pada Rimskog Carstva i križarskih ratova), Hiram se povezuje s izradom veličanstvenog prijestolja za kralja Salomona. Prema ovom djelu, prijestolje su koristili kasniji vladari, uključujući potomke Kira Velikog, u Esterino vrijeme. Ova interpretacija proširuje Hiramovu reputaciju kao vještog majstora, dodajući mitsku dimenziju njegovim sposobnostima.
Najrazrađenija inačica Hiramove legende pojavljuje se u djelu Gérarda de Nervala Putovanje na Orijent (1851). U ovoj inačici priče, Hiram (nazvan Adoniram) dobiva središnje mjesto u ljubavnom i mističnom trokutu s kraljicom Balkisom (kraljicom od Sabe) i kraljem Salomonom. Prema de Nervalu, Hiram prolazi kroz niz mističnih avantura prije svoje tragične smrti. U ovoj verziji, razbojnici koji ga ubijaju djeluju prema Salomonovim naredbama, ljubomornim zbog Hiramove ljubavi prema Balkisi. De Nerval svoju verziju priče smješta u istočnjački kontekst, gdje je legenda o Hiramu ispričana tijekom dvotjednog boravka u orijentalnoj kavani. Charles William Heckethorn u djelu Tajna društva svih doba i zemalja proširuje de Nervalovu priču, uvodeći motiv Salomonove zavjere protiv Hirama. Prema Heckethornu, Salomon planira uništiti Hirama zbog ljubavi koju Hiram i Balkisa dijele. Priča je dodatno ispunjena intrigama i sukobima, koji naglašavaju ljudske strasti i političke kalkulacije. U glazbenom svijetu, Charles Gounod je 1862. godine komponirao operu Kraljica od Sabe, koja dramatizira Adoniramovu ljubav prema Balkisi i njegovu smrt, koju su prema narudžbi Salomona izvela trojica radnika. Gounodova opera daje umjetnički oblik romantičarskoj interpretaciji Hiramove priče, integrirajući ljubavni zaplet i političku intrigu s mitskim motivima.
Hiramova priča, kako je tumačena kroz povijesne, vjerske i umjetničke izvore, pokazuje evoluciju lika od povijesnog obrtnika do simboličkog junaka. Dok ga povijesni izvori prikazuju kao ključnog majstora na izgradnji Salomonova hrama, kasnije tradicije – osobito masonska i romantičarska – razvijaju njegovu priču u složeni narativ o ljubavi, odanosti i izdaji. Ove interpretacije ne samo da su obogatile Hiramov simbolički značaj nego su također omogućile da njegovo ime ostane trajno urezano u kolektivnu svijest kroz književnost, glazbu i rituale.